# Lycaeides singularis
Lycaeides singularis är en fjärilsart som beskrevs av Heydemann 1932. Lycaeides singularis ingår i släktet Lycaeides och familjen juvelvingar. Inga underarter finns listade i Catalogue of Life.